# Prionus siskai
Prionus siskai är en skalbaggsart som beskrevs av Alain Drumont och Komiya 2006. Prionus siskai ingår i släktet Prionus och familjen långhorningar.
Artens utbredningsområde är Myanmar. Inga underarter finns listade i Catalogue of Life.